# Shaleum Logan
Shaleum Narval Logan (Manchester, 29 de gener de 1988) és un futbolista anglès que actualment juga de defensa pel Brentford Football Club.
e